# Ludolf Wienbarg
Christian Ludolf Wienbarg (Altona, 25 dicembre 1802 – Schleswig, 2 gennaio 1872) è stato uno scrittore tedesco, appartenente alla corrente del Vormärz.
Docente di estetica a Kiel, fu fondamentale teorico della Giovane Germania e come tale subì nel 1835 severe sanzioni. Nel 1848 partecipò alla guerra dello Schleswig-Holstein, ma, depresso e trascurato, fu successivamente rinchiuso in manicomio.
Nel 1830 pubblicò una biografia di Niccolò Paganini.